# José López-Rey
José López-Rey, né à Madrid en 1905 et mort en 1991, est un historien de l'art espagnol, parmi les principaux spécialistes de Goya et de Vélasquez.

## Biographie
Il naquit à Madrid et étudia à Florence, avant d'intégrer le ministère de la culture durant la république espagnole. Obligé de fuir le franquisme après la guerre civile, il quitta l'Espagne pour les États-Unis en 1939 où intégra le smith College puis l’Institut des beaux-arts de l'Université de New York dont il devint professeur émérite en 1947.

D'après l'université méthodiste du sud, dont il reçut en 1979 le titre de docteur en Lettres honoris causa

« Ses contributions majeures à la compréhension des œuvres de Goya et Vélasquez restent d'actualité et sont un élégant paradigme d'histoire et d’humanités. »

 En 1987, il reçoit la Médaille d'or du mérite des beaux-arts du Ministère de l'Éducation, de la Culture et des Sports espagnol.

## Œuvre
Œuvre, d'après le Dictionnaire des historiens de l'art:
- José López-Rey, Velázquez : Catalogue Raisonné of His Oeuvre, with an Introductory Study, Londres, 1963 ;
- José López-Rey, Velázquez' Work and World, London, 1968;
- José López-Rey, Velázquez : the Artist as a Maker with a Catalogue Raisonné of the Extant Works, Lausanne, Bibliothèque des Arts, 1979;
- José López-Rey, Francisco de Goya, Londres, 1951;
- José López-Rey, A Cycle of Goya’s Drawings : the Expression of Truth and Liberty, Londres, Faber and Faber, 1956;
- José López-Rey, Goya’s Caprichos : Beauty, Reason & Caricature, Princeton, Princeton University Press, 1953.